# Gastroptose
Na medicina, gastroptose é o deslocamento do estômago para baixo, devido ao relaxamento dos órgãos que asseguram a sua fixação. Normalmente é acompanhado por uma dilatação gástrica. É muito mais comum em mulheres do que em homens.